# هانیه توسلی
هانیه توسلی (زادهٔ ۱۴ خرداد ۱۳۵۸) بازیگر اهل ایران است. وی تنها چند سال پس از شروع حرفهٔ بازیگری، تندیس بهترین بازیگر نقش اول زن را برای بازی در شب‌های روشن (۱۳۸۱) از هفتمین جشن خانه سینما دریافت کرد. توسلی همچنین در سی و یکمین دوره جشنواره فیلم فجر در سال ۱۳۹۱، برای بازی در فیلمِ دهلیز برندهٔ سیمرغ بلورین بهترین بازیگر نقش اول زن شد. او برای فیلم سوءتفاهم (۱۳۹۶) نیز نامزد دریافت سیمرغ بلورین شد.

## بازداشت
وی در تاریخ ۲۵ شهریور ۱۴۰۲ به خاطر گذاشتن پستی در صفحه اینستاگرامش دربارهٔ مهسا امینی توسط وزارت اطلاعات جمهوری اسلامی ایران بازداشت شد.

## جوایز و افتخارات
| سال  | جشنواره                                           | بخش                             | اثر             | نتیجه    | جایزه         | منبع   |
| ---- | ------------------------------------------------- | ------------------------------- | --------------- | -------- | ------------- | ------ |
| ۱۳۸۱ | ششمین جشن حافظ                                    | بهترین بازیگر زن                | اثیری           | نامزدشده | تندیس حافظ    | [ ۸ ]  |
| ۱۳۸۱ | بیست و یکمین جشنواره فیلم فجر                     | بهترین بازیگر نقش اول زن        | شب‌های روشن      | نامزدشده | سیمرغ بلورین  | [ ۹ ]  |
| ۱۳۸۲ | هفتمین جشن سینمای ایران                           | بهترین بازیگر زن                | شب‌های روشن      | برنده    | تندیس زرین    | [ ۱۰ ] |
| ۱۳۸۲ | هفتمین جشن حافظ                                   | بهترین بازیگر زن                | شب‌های روشن      | نامزدشده | تندیس حافظ    | [ ۱۱ ] |
| ۱۳۸۳ | بیست و سومین جشنواره فیلم فجر                     | بهترین بازیگر نقش مکمل زن       | جایی برای زندگی | نامزدشده | سیمرغ بلورین  |        |
| ۱۳۸۴ | بیست و چهارمین جشنواره فیلم فجر                   | بهترین بازیگر نقش اول زن        | زمان می‌ایستد    | نامزدشده | سیمرغ بلورین  |        |
| ۱۳۸۸ | یازدهمین جشن حافظ                                 | بهترین بازیگر زن درام تلویزیونی | میوه ممنوعه     | نامزدشده | تندیس حافظ    | [ ۱۲ ] |
| ۱۳۸۹ | بیست و نهمین جشنواره فیلم فجر                     | بهترین بازیگر نقش اول زن        | ندارها          | نامزدشده | سیمرغ بلورین  |        |
| ۱۳۸۹ | چهاردهمین جشن سینمای ایران                        | بهترین بازیگر زن                | عصر روز دهم     | نامزدشده | تندیس زرین    | [ ۱۳ ] |
| ۱۳۹۱ | سی و یکمین جشنواره فیلم فجر                       | بهترین بازیگر نقش اول زن        | دهلیز           | برنده    | سیمرغ بلورین  |        |
| ۱۳۹۲ | هفتمین جشن انجمن منتقدان و نویسندگان سینمای ایران | بهترین بازیگر نقش اول زن        | دهلیز           | نامزدشده | تندیس جشنواره | [ ۱۴ ] |
| ۱۳۹۳ | چهاردهمین جشن حافظ                                | بهترین بازیگر زن                | دهلیز           | نامزدشده | تندیس حافظ    | [ ۱۵ ] |
| ۱۳۹۶ | سی و ششمین جشنواره فیلم فجر                       | بهترین بازیگر نقش اول زن        | سوءتفاهم        | نامزدشده | سیمرغ بلورین  | [ ۱۶ ] |
| ۱۳۹۸ | نوزدهمین جشن حافظ                                 | بهترین بازیگر زن                | کلمبوس          | نامزدشده | تندیس حافظ    | [ ۱۷ ] |